# Giszur
Giszur – według Sumeryjskiej listy królów pierwszy po potopie władca sumeryjski, założyciel tzw. I dynastii z Kisz. Dotyczący go fragment brzmi następująco:
„Po tym jak potop zalał (kraj i) królestwo (ponownie) zstąpiło z niebios, (siedziba) królestwa była w (mieście) Kisz. W Kisz Giszur został królem i panował przez 1200 lat”.